# Tramwaje w Guaymas
Tramwaje w Guaymas − zlikwidowany system komunikacji tramwajowej w meksykańskim mieście Guaymas, działający w latach 1888−1917.

## Historia
Linię tramwaju konnego w Guaymas otwarto w 1888. Jedyna linia tramwajowa w mieście miała długość 4 km i zaczynała się koło dworca kolejowego a kończyła się na końcówce La Aurora. Linię tę zlikwidowano w 1917. 